# Collet de Palfic
El Collet de Palfic és una collada dels contraforts nord-orientals del Massís del Canigó, a 1.757,6 metres d'altitud, del terme comunal de Pi de Conflent, a la comarca del Conflent, de la Catalunya del Nord.
Està situat al sud del terme comunal, a la Reserva natural de Pi - Mentet. És en el territori de Palfic. Del collet davalla cap a ponent el Còrrec de Palfic i cap al nord el Còrrec del Clot del Llop.